# William Carr
William John "Bill" Carr (født 17. juni 1876 i Gortnagrace, Irland, død 25. marts 1942) var en amerikansk roer, som deltog i OL 1900 i Paris.

## Rokarriere
Carr, der var immigreret fra Irland i 1890'erne, roede for Vesper Boat Club i Philadelphia og blev amerikansk mester med otteren fra denne klub i 1900. Samme båd repræsenterede USA ved OL 1900 i Paris, hvor besætningen ud over Carr bestod af Harry DeBaecke, John Exley, John Geiger, Ed Hedley, Jim Juvenal, Roscoe Lockwood, Ed Marsh og Lou Abell (styrmand). Amerikanerne kvalificerede sig let til finalen, hvor de også vandt klart med et forspring på seks sekunder til belgierne på andenpladsen, mens den hollandske båd blev nummer tre.

## Videre karriere
Carr arbejdede først som tømrer, men blev senere bygningsinspektør.